# Louise Bawden
Louise Bawden (* 7. August 1981 in Melbourne) ist eine australische Volleyball- und Beachvolleyballspielerin. Sie nahm in beiden Disziplinen an Olympischen Spielen teil und wurde drei Mal Asienmeisterin sowie fünf Mal in Folge Meisterin ihres Heimatlandes im Sand.

## Karriere
Bawden begann im Alter von 16 Jahren mit dem Volleyball in der Halle. Von 1998 bis 2004 spielte sie für australische Nationalmannschaft. Mit dem Team nahm sie an den Olympischen Spielen 2000 in Sydney teil. Die Gastgeber gewannen dabei lediglich das Spiel gegen Kenia und schieden nach der Gruppenphase aus. Anschließend spielte die Zuspielerin drei Jahre lang beim niederländischen Erstligisten AMVJ Amstelveen. 2002 nahm sie mit der Nationalmannschaft an der Weltmeisterschaft in Deutschland teil, bei der Australien als Gruppenletzter nach der Vorrunde ausschied. Nachdem die australischen Volleyballerinnen die Qualifikation für die Olympischen Spiele 2004 verpasst hatten, beendete Bawden 2005 vorerst ihre sportliche Karriere. Sie studierte Journalismus an der Griffith University in Gold Coast und arbeitete in diesem Bereich.
Als sie 2008 die Olympischen Spiele in Peking besuchte, entschloss sie sich, zum Sport zurückzukehren. Im folgenden Jahr bildete sie ein Beachvolleyball-Duo mit Alice Rohkamper und spielte mit ihr bei den Shanghai Open ihr erstes Turnier auf der FIVB World Tour. Bawden/Rohkamper spielten noch zwei weitere Open-Turniere und zwei Grand Slams, ohne vordere Platzierungen zu erreichen. Beim Grand Slam in Marseille spielte Bawden erstmals mit Becchara Palmer. Wenig später kamen Bawden/Palmer ins Finale des Open-Turniers in Stare Jabłonki, das sie gegen die Brasilianerinnen Larissa/Juliana verloren. Bei den Kristiansand Open wurden sie Fünfte. Von der FIVB erhielt Bawden die Auszeichnung als „Rookie of the Year“.  Zu Beginn des Jahres 2010 gewannen Bawden/Palmer die nationale Meisterschaft. Ihren Titel konnten sie in den beiden folgenden Spielzeiten verteidigen. Auf der World Tour 2010 waren zwei neunte Plätze bei den Marseille Open und beim Grand Slam in Stare Jabłonki ihre besten Ergebnisse.
Das gleiche Resultat erzielten sie zu Beginn der Saison 2011 bei den Open-Turnieren in Brasília und Shanghai. Bei der WM in Rom kamen sie ohne Satzverlust als Gruppensieger in die K.-o.-Phase. Nach einem Sieg in der ersten Hauptrunde gegen das chinesische Duo Huang/Yue unterlagen sie im Achtelfinale in drei Sätzen den Tschechinnen Klapalová/Háječková und belegten den neunten Platz. Am Jahresende wurden sie nach einem vierten Platz bei den Phuket Open Fünfte der kontinentalen AVC-Meisterschaft. Auf der World Tour 2012 erzielten Bawden/Palmer fünfte Plätze in Sanya und Moskau sowie neunte Plätze in Brasília, Peking, Rom und Klagenfurt. Über die Olympiarangliste qualifizierten sie sich für die Olympischen Spiele in London. Dort schieden sie als sieglose Gruppenletzte nach der Vorrunde aus. Danach trennte sich das Duo und Bawden spielte noch den Grand Slam in Stare Jabłonki mit Tamsin Barnett Hinchley.
Seit 2013 spielte Bawden zusammen mit Taliqua Clancy. Bawden/Clancy beherrschten die nationale und kontinentale Tour mit diversen Turniersiegen. So gewannen sie die australischen Meisterschaften. Auf der World Tour 2013 kamen sie als Neunte der Grand Slams in Corrientes und Rom in die Top Ten. Bei der WM in Stare Jabłonki erreichten Bawden/Clancy als Gruppenzweite die erste Hauptrunde, in der sie gegen die Spanierinnen Liliana/Baquerizo ausschieden. Nach der WM wurden sie Neunte in Gstaad und Fünfte in Moskau. 2014 waren sie zunächst wieder auf nationaler Ebene erfolgreich und verteidigten ihren Landesmeistertitel. Für Clancy war es die zweite Meisterschaft, für Bawden die fünfte in Folge. Im Juni gewannen sie in China die Asienmeisterschaft. Auf der World Tour 2014 wurden sie Neunte in Shanghai, Moskau und Den Haag sowie Fünfte in Berlin und Long Beach. In die Saison 2015 starteten sie mit einem fünften Platz in Fuzhou und einem neunten Rang in Moskau. Als Dritte des Poreč Major gewannen sie ihre erste Medaille bei einem FIVB-Turnier und in Stavanger wurden sie wieder Fünfte. Bei der WM in den Niederlanden kamen sie als Gruppenzweite in die KO-Phase und gewannen dort gegen die Schweizerinnen Forrer/Vergé-Dépré und die Niederländerinnen Meppelink/van Iersel, bevor sie sich im Viertelfinale dem brasilianischen Duo Lima/Fernanda geschlagen geben mussten und die WM auf dem fünften Rang beendeten. Bei den anschließenden Turnieren in Gstaad, Yokohama und Long Beach belegten sie die Plätze fünf, neun und vier. Im Oktober wurden sie in Hongkong erneut Asienmeisterinnen.
Auf der World Tour 2016 wurden Bawden/Clancy Vierte in Vitória, Neunte in Moskau und Fünfte in Hamburg. Weitere neunte Plätze erreichten sie in Gstaad und Klagenfurt. Als fünftbestes Team der Olympiarangliste qualifizierten sie sich für die Olympischen Spiele in Rio. Dort gewannen sie alle Vorrundenspiele und das Achtelfinale gegen die Polinnen Kołosińska/Brzostek. Im Viertelfinale mussten sie sich dem US-Duo Walsh/Ross geschlagen geben und belegten somit den fünften Rang. Im April 2017 wurden Bawden/Clancy zum dritten Mal Asienmeisterinnen. Nach mehreren fünften und neunten Plätzen auf der World Tour und einem 17. Platz bei der WM in Wien trennten sich die beiden.
Nach einigen Turnieren Ende 2017 mit Jessyka Ngauamo beendete Bawden ihre Karriere.

## Auszeichnungen
- 2009: Top Rookie of the year (FIVB)

## Sonstiges
Bawden heiratete im März 2017 und heißt seitdem Louise Grice. Im gleichen Monat vier Jahre später wurde sie in die FIVB Athletenkommission berufen. Kurz danach nominierte das IOC sie als Botschafterin für seine Believe in Sport-Kampagne. Der 28. Januar 2022 war der Geburtstag ihrer Tochter Lily Emerson Grice.